# Giovanni Battista Staffieri
Giovanni Battista Staffieri (Bioggio, 19 novembre 1749 – Bioggio, 25 ottobre 1808) è stato uno stuccatore e scultore svizzero.

## Biografia
Nacque a Bioggio nel 1749 da Giovanni Maria (1719 - 1763) e da Marianna Lamoni di Muzzano (1720 - 1760).
Dal 1766 fino al 1799 era presente stabilmente a Bioggio se si eccettua, forse, una parentesi dal 1777 al 1778, in cui non risulta la sua partecipazione alle riunioni della vicinanza di Bioggio. In questo periodo, il 12 febbraio 1774, sposò Teresa Andreoli di Muzzano da cui, il 21 novembre 1775, ebbe il figlio Giovanni Maria Luigi che però morì il 5 maggio 1780 ad appena 5 anni di vita, affogando nel Vedeggio. Il 27 novembre ebbe un altro figlio che morì il giorno dopo senza neanche riuscire a ricevere il battesimo.
Tra il 1780 e il 1790 eseguì le sculture del pulpito, delle lesene e dei capitelli della chiesa di San Maurizio di Bioggio.
L'8 ottobre 1781 gli nacque il figlio Giovanni Maria Staffieri divenuto poi sacerdote e parroco di Cademario dal 1809 al 1839 e canonico della collegiata di Agno.

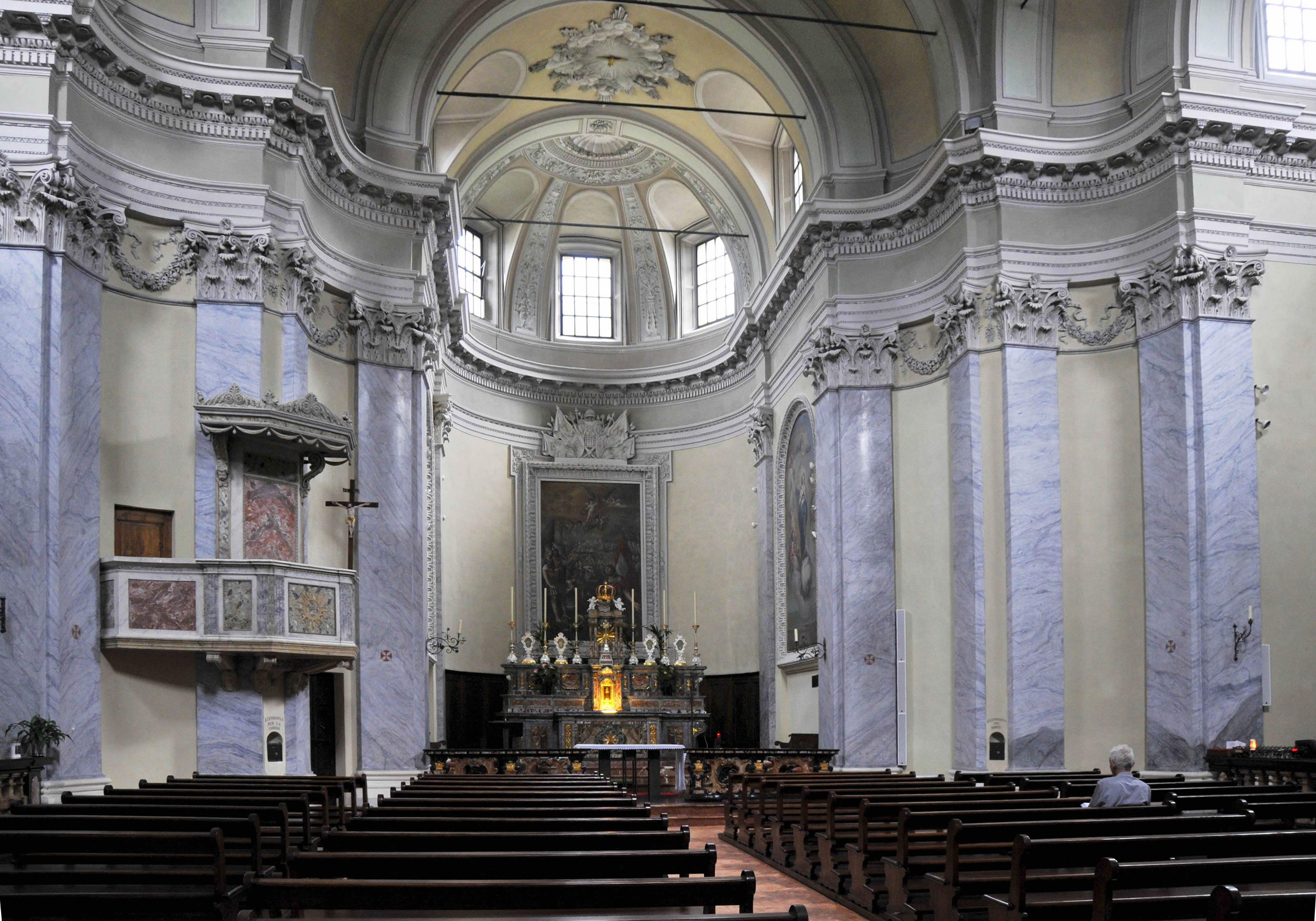
Decorazione dell'interno della chiesa di San Maurizio di Bioggio; a sinistra si nota il pulpito

Il 28 settembre 1785 nacque invece Michele Gerolamo Venceslao che sarebbe divenuto anch'egli stuccatore di buona fama. A questi seguirono altri due figli: Apollonia, maritata nel 1809 a Giacomo Panora di Biogno Luganese e Carlo Emanuele divenuto poi sindaco di Bioggio(1850 - 1857).
Nel 1787 eseguì le decorazioni a stucco della chiesa parrocchiale di Buscoldo, frazione di Curtatone.
Tra il 1788 e il 1789 lavorò alle cantorie del Duomo di Mantova.
Prima del 1792 lavorò a Torino, Saluzzo e Modena, ma non è possibile avere maggiori informazioni di questi suoi viaggi.
Dal 1792 al 1795 si recò ancora a Mantova per eseguire presso il duomo della stessa città restauri degli stucchi, per la parte relativa ai capitelli e agli stucchi del soffitto e delle pareti. Fu poi a più riprese a Mantova, come nel 1801, nel 1802 da maggio a novembre con il figlio Gerolamo, stuccatore, e con altri due aiuti, nel 1803 e poi nel 1807.
Nel luglio 1804 eseguì l'altare e la balaustra della chiesa parrocchiale di Romanore, frazione di Borgo Virgilio.
Morì a Bioggio dove fu anche sepolto.

## Opere
- Chiesa di San Maurizio di Bioggio (1780 - 1790): stucchi del pulpito, delle lesene e dei capitelli
- Chiesa parrocchiale di Buscoldo, frazione di Curtatone (1787): stucchi
- Duomo di Mantova (1788 - 1789): cantorie
- Duomo di Mantova (1792 - 1807): restauri, capitelli, stucchi soffitto e pareti
- Chiesa parrocchiale di Romanore, frazione di Borgo Virgilio (1804): altare e balaustra
- Casa Staffieri a Bioggio: stucchi.